# کیتارو کونای
کیتارو کونای (به انگلیسی: Keitaro Konnai) زادهٔ ۵ اوت ۱۹۷۸ میلادی شناگر اهل ژاپن است.